# Ayat Al-Qurmezi
Ayat Hassan Mohammed Al-Qurmezi (arabe : آيات حسن محمد القرمزي, le nom de famille est également orthographié Al-Qormezi ou al-Ghermezi) est née le 1er janvier 1991 à Sanad. Elle est une poétesse et une étudiante de l'université de l'Institut d'enseignement de Bahreïn,.

## Biographie
Elle a été arrêtée et détenue dans le secret, et les rumeurs de sa mort en détention ont provoqué des protestations de militants iraniens. Elle a été soumise à la torture pendant sa détention mais a finalement été jugée pour incitation à la haine du régime bahreïnien et insulte à des membres de la famille royale. Les organisations internationales des droits de l'homme ont décrit sa détention et son procès comme illustrant la brutalité des autorités bahreïnienne. 

## Prix étudiant pour la paix
Le 1er octobre 2014, Al-Qurmezi reçoit le prix étudiant de la Paix 2015 « pour sa lutte inébranlable pour la démocratie et les droits de l'homme à Bahreïn ».